# 萨维尼莱博讷
萨维尼莱博讷（法語：Savigny-lès-Beaune，法語發音：[saviɲi lɛ bon]，意为“博讷附近的萨维尼”）是法国科多尔省的一个市镇，位于该省南部，属于博讷区。

## 地理
萨维尼莱博讷（47°3'49"N, 4°49'6"E）面积35.98 平方千米，位于法国勃艮第-弗朗什-孔泰大區科多尔省，该省份为法国中东部省份，北起奥布省，西接涅夫勒省和约讷省，南至索恩-卢瓦尔省，东南接汝拉省，东临上索恩省，东北部与上马恩省接壤。
与萨维尼莱博讷接壤的市镇（或旧市镇、城区）包括：布扬、博讷、布兹莱博讷、阿洛斯科尔通、绍姆地区贝塞、绍雷莱博讷、埃什夫罗讷、佩尔南-韦热莱斯。

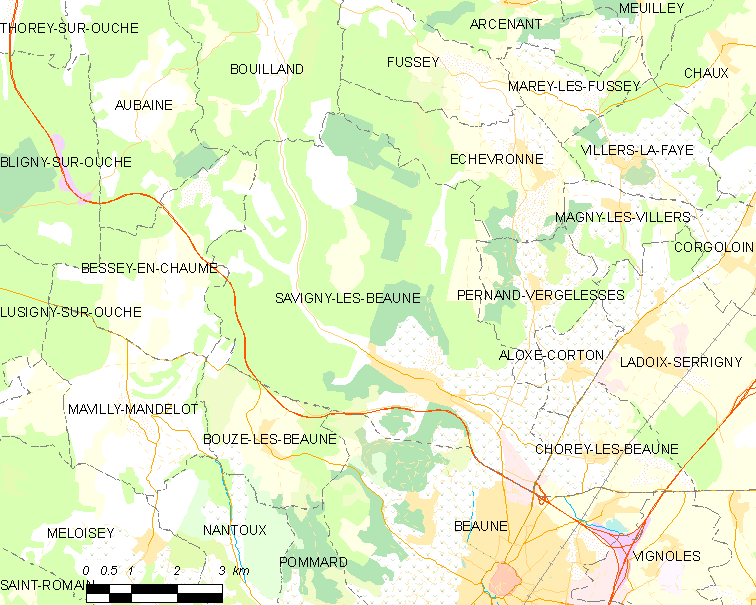
萨维尼莱博讷的OSM定位图

萨维尼莱博讷的时区为UTC+01:00、UTC+02:00（夏令时）。

## 行政
萨维尼莱博讷的邮政编码为21420，INSEE市镇编码为21590。

## 政治
萨维尼莱博讷所属的省级选区为拉杜瓦-塞里尼县。

## 人口

1962-2008年间萨维尼莱博讷人口变化图示

萨维尼莱博讷于2022年1月1日时的人口数量为1300人。